# One One One
| Recensione | Giudizio |
| ---------- | -------- |
| AllMusic   |          |
| Pitchfork  | 7,5      |

One One One è il sesto album in studio del gruppo musicale norvegese Shining, pubblicato l'8 aprile 2013 dalla Indie Recordings.

## Descrizione
L'album rappresenta una continuazione delle sonorità che il gruppo aveva sperimentato con il precedente Blackjazz, caratterizzandosi tuttavia da quest'ultimo per un approccio più diretto sia dal punto di vista musicale che da quello dei testi, nonché da una maggiore presenza di elementi derivanti dalla musica elettronica.

## Promozione
La pubblicazione di One One One è stata anticipata l'8 febbraio 2013 dall'uscita del singolo I Won't Forget, distribuito digitalmente, e da un concerto speciale tenuto dal gruppo il 15 dello stesso mese al Rockefeller Music Hall di Oslo, durante il quale l'album è stato eseguito nella sua interezza.
L'album è stato pubblicato inizialmente in Norvegia l'8 aprile 2013 su CD e LP, per poi essere reso disponibile per il download digitale in tutto il mondo il 23 dello stesso mese. Il 28 maggio è uscito per il mercato statunitense attraverso la Prosthetic Records, venendo infine distribuito anche nel resto dell'Europa il 4 giugno dello stesso anno.

## Tracce
Testi e musiche di Jørgen Munkeby.
1. I Won't Forget – 3:51
2. The One Inside – 4:03
3. My Dying Drive – 4:05
4. Off the Hook – 3:37
5. Blackjazz Rebels – 3:28
6. How Your Story Ends – 4:38
7. The Hurting Game – 4:08
8. Walk Away – 3:37
9. Paint the Sky Black – 4:23

## Formazione
Gruppo
- Jørgen Munkeby – voce, chitarra, sassofono, tastiera, sintetizzatore, programmazione
- Torstein Lofthus – batteria
- Tor Egil Kreken – basso
- Håkon Sagen – chitarra

Produzione
- Jørgen Munkeby – produzione, registrazione
- Sean Beavan – coproduzione, missaggio
- Tom Baker – mastering
- Mike Hartung – registrazione

## Date di pubblicazione
| Paese            | Data di pubblicazione | Etichetta  | Formati           |
| ---------------- | --------------------- | ---------- | ----------------- |
| Norvegia         | 8 aprile 2013         | Indie      | CD, LP            |
| Mondo            | 23 aprile 2013        | Universal  | Download digitale |
| America del Nord | 28 maggio 2013        | Prosthetic | CD, LP            |
| Europa           | 4 giugno 2013         | Universal  | CD, LP            |
| Austria          | 7 giugno 2013         | Universal  | CD, LP            |
| Germania         | 7 giugno 2013         | Universal  | CD, LP            |